# Halictus aestuans
Halictus aestuans är en biart som beskrevs av Ebmer 1978. Halictus aestuans ingår i släktet bandbin, och familjen vägbin. Inga underarter finns listade i Catalogue of Life.